# 吉爾馬·皮薩斯

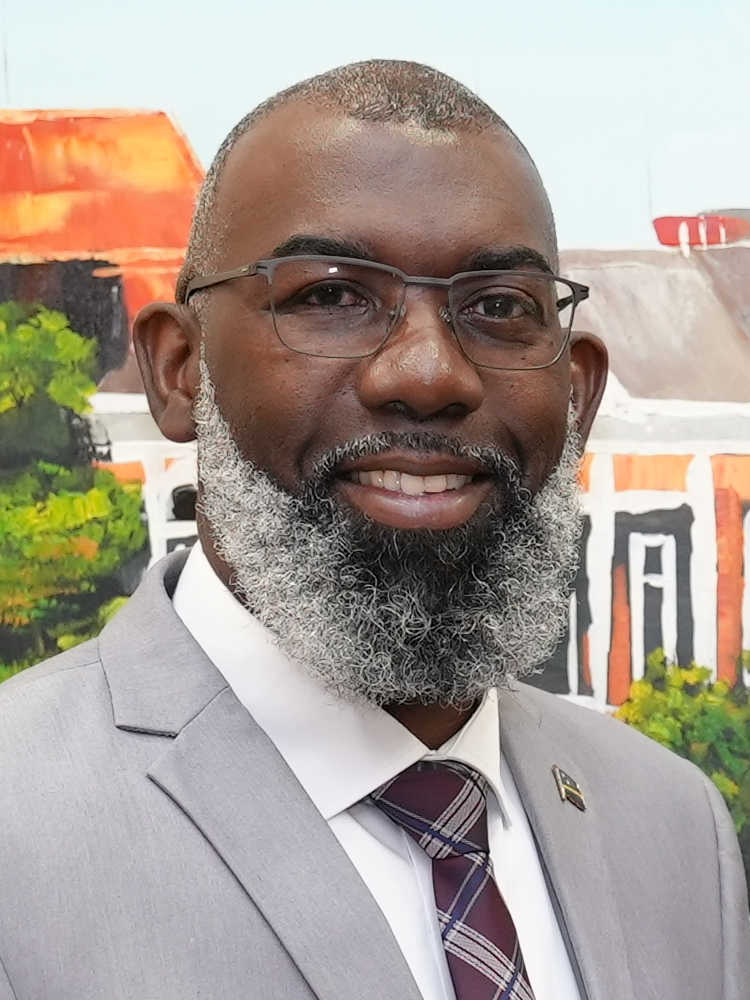
攝於2022年

吉爾馬·皮薩斯（荷蘭語：Gilmar S. "Pik" Pisas；1971年10月28日—），是一名庫拉索政治人物。他於2017年獲總督露西爾·喬治-沃特授權組臨時內閣，任期僅由3月24日至5月29日。2021年，他帶領库拉索未来运动贏得選舉而再次組閣，並於6月14日第二度就職庫拉索首相至今。